# Jean Holzworth
Jean Holzworth (26 de marzo de 1915 - 13 de enero de 2007) fue una veterinaria estadounidense conocida por su trabajo en medicina felina. Inicialmente obtuvo un doctorado en latín y enseñó en Mount Holyoke College, antes de volver a capacitarse en medicina veterinaria en la década de 1940. Entre 1950 y 1986 ejerció en el Angell Memorial Animal Hospital de Boston, especializándose en el cuidado de gatos. Fue una de las primeras en documentar una serie de trastornos que afectan a la especie, incluida la peritonitis infecciosa felina y el hipertiroidismo, y fue editora del afamado libro de 1987 Diseases of the Cat.
Holzworth ha sido descrita en la literatura profesional como «la experta definitiva en medicina felina de su generación» : 94  y destacó por su «importancia inconmensurable» para el campo.

## Primeros años de vida
Jean Holzworth nació el 26 de marzo de 1915 en Port Chester, Nueva York. Creció en una granja en Connecticut, donde cuando era niña, según los informes, operaba una clínica veterinaria amateur para los gatos de la granja y marcó sus muertes usando una «Marcha fúnebre de gatos» de su propia composición. Asistió a la escuela en la Academia de Greenwich, y luego recordó que a los 15 años «tuvo que ser excusada de la dolorosa experiencia de diseccionar un gato en la clase de biología».

## Carrera como latinista
Holzworth se especializó en latín en Bryn Mawr College en 1936. En su último año en 1935, ganó un concurso nacional organizado por la Universidad de Cincinnati para conmemorar el 2000 aniversario del nacimiento del poeta romano Horacio, recibiendo el premio de $ 1000 por decisión unánime de los jueces. El concurso requería que los participantes tradujeran poesía de Horacio, escribieran un ensayo sobre «Horacio and Augusto» y compusieran un poema original en latín a la manera de Horacio. : 76–77 El poema latino de Holzworth fue escrito durante los preparativos de Benito Mussolini para la invasión italiana de Etiopía y comentaba sus esfuerzos de conquista. Las reglas de la competencia requerían que cada participante se presentara bajo un seudónimo; Holzworth usó el nombre de «John Michael» y los jueces asumieron que era un hombre. El poema en latín y dos de las traducciones de Holzworth se publicaron en el Bryn Mawr Alumni Bulletin, y el poema se incluyó en una antología de una colección de escritos en latín de los Estados Unidos de 2020.
Usando el dinero del premio de la competencia de Horacio, Holzworth decidió pasar un año estudiando en la Academia Americana en Roma. Regresó a Bryn Mawr para completar una maestría y un doctorado en latín. Su tesis doctoral de 1940 se tituló Un comentario inédito sobre Fasti de Ovidio por Arnulfus de Orleans. En un artículo de 1943 basado en su tesis, Holzworth estudió cómo el erudito del siglo XII Arnulfo hizo uso de las obras del antiguo mitógrafo Higinio, y argumentó que Arnulfo tenía acceso a un texto transmitido de forma más confiable de las Fábulas de Higinio que el único manuscrito que sobrevivió. a la era moderna. El editor especializado en Higinio, H. J. Rose, estuvo de acuerdo en que esto permitió que al menos un pasaje de las Fábulas se reconstruyera con mayor precisión. : 45 
Holzworth enseñó en Mount Holyoke College a principios de la década de 1940.

## Carrera en medicina veterinaria
En 1943, uno de los gatos favoritos de Holzworth murió de panleucopenia, una infección viral para la que no había vacuna disponible, lo que provocó una renovación de su interés infantil por la medicina veterinaria. Se tomó un tiempo libre de la enseñanza para trabajar como asistente de sala en el Speyer Memorial Animal Hospital en la ciudad de Nueva York, antes de ingresar a la Facultad de Medicina Veterinaria de la Universidad de Cornell. Más tarde consideró afortunado el momento de este cambio de carrera por dos razones: se postuló a la escuela de veterinaria en el último año de la Segunda Guerra Mundial, cuando muchos competidores potenciales aún estaban en el extranjero; y la medicina felina, su principal interés, se había convertido recientemente en un foco de «investigación seria». Fue la única mujer en su clase de graduación de Cornell de 1950. Cuando visitaba la granja con sus compañeros de clase, normalmente los dejaba trabajando en el ganado mientras buscaba gatos de granja para vacunación y atención médica.
En 1950, Holzworth se convirtió en interna en el Angell Memorial Animal Hospital en Boston, Massachusetts. En 1951, se unió al personal permanente y continuaría ejerciendo en Angell hasta su jubilación en 1986. A lo largo de su carrera, se especializó en el cuidado veterinario de gatos. Sus colegas la recordaron como la primera en asumir ese papel, en una época en que los perros eran un animal más popular.
Holzworth fue autora de varios estudios importantes sobre trastornos felinos con sus colegas de Angell, y llegó a ser reconocida como una autoridad líder en el campo. Donald F. Smith la describe como «la experta definitiva en medicina felina de su generación y la promotora más importante de la atención veterinaria para gatos desde el Dr. Louis Camuti».: 94  En 1963 fue la primera en describir la peritonitis infecciosa felina, una condición que más tarde se reconoció como causada por una infección por coronavirus felino. Con Gus Thornton de Angell, fue responsable de la primera documentación formal de hipertiroidismo en gatos. También escribió un informe de caso de triquinelosis felina; esto se basó en su propio gato, según su colega Susan Cotter.
Al principio de su carrera, Holzworth se propuso escribir un libro sobre enfermedades felinas, con una fecha prevista de publicación de 1962. Sin embargo, la proliferación de investigaciones en el campo llevó a un nuevo plan, en el que editaría un trabajo de dos volúmenes con contribuciones de una variedad de especialistas. Al final, solo apareció el primer volumen de Diseases of the Cat: Medicine & Surgery, publicado en 1987 con una recepción generalmente favorable. BM Bush, al revisarlo en el British Veterinary Journal, dijo que sería «invaluable» para profesores e investigadores y «seguramente un nuevo libro de texto 'clásico'», aunque lamentó que no incluyera resúmenes más concisos del material. La designación como «clásico» fue respaldada por Donald F. Smith en un artículo histórico publicado en 2011.: 94  Susan Bunch, expasante de Angell, notó la presencia en muchos capítulos de «comentarios del editor que reflejan la experiencia personal y las opiniones del Dr. Holzworth».
Holzworth fue miembro fundadora de la Especialidad de Medicina Interna dentro del Colegio Americano de Medicina Interna Veterinaria. Animó a Fred W. Scott a establecer el Centro de Salud Felino en Cornell y formó parte de su consejo asesor. Recibió varios premios de organizaciones profesionales.

## Vida personal
Holzworth era un entusiasta del arte y la ópera.

## Jubilación y muerte
Después de jubilarse en 1986, Holzworth se mudó al lago Waramaug en Connecticut, cerca de la granja de su infancia. Murió en su casa el 13 de enero de 2007. Dejó un legado de aproximadamente $2.8 millones al Centro de Salud Felino de Cornell, junto con la mayor parte de su colección de libros y artículos sobre gatos.